# ハワイ州議会
ハワイ州議会（ハワイしゅうぎかい、英語: Hawaii State Legislature、ハワイ語：Ka ‘Aha‘ōlelo kau kānāwai o ka Moku‘āina o Hawai‘i）はアメリカ合衆国ハワイ州の立法府である。州議会は、下院である州下院（51議席）と上院である州上院（25議席）の両院制の議会である。州議会には、ハワイ諸島全域の単一選挙区から選出された議員が計76名所属している。州議会の権限は、ハワイ州憲法第3条で規定されている。州議会は、オアフ島にある州都ホノルルのハワイ州会議事堂で招集される。

## 歴史
州議会は、1840年のハワイ王国憲法で創設され、その後の1852年のハワイ諸島憲法でハワイ諸島議会として存続したハワイ王国議会（Legislature of the Hawaiian Kingdom）の後継機関である。1894年のハワイ王国の崩壊後、この州議会は短期間存続したハワイ共和国の立法機関となり、その後まもなく、1898年の米国による併合後に新たに編成されたハワイ準州でも立法機関となった。現在のハワイ州議会は、1959年にハワイ準州が合衆国50番目の州として加盟した際に、米国議会がハワイ州承認法を可決したことに伴って設立された。

## 役員及び任期
下院議員51名は、任期制限のない2年任期で選出される。上院議員25名は、同じく任期制限のない4年任期で選出される。ハワイ州議会は、米国における他の多くの州議会と同様、非常勤の機関であり、議員は政府以外の分野でも活躍していることが多い。
ハワイ州憲法第3条第4項によると、議員の任期は一般選挙の当日から始まり、新議員が選出された場合は一般選挙の当日で終わる。

### 役職
上下両院の議員は、議長や上院議長といった役職を互いの中から選出するために投票を行う。これらの役職は、通常、各院の多数党の議員が務める。ハワイ州副知事はハワイ州の州務長官に相当する役職であるが、立法プロセスからは完全に排除されている。

## 会期
州議会の各会期は2年間であり、奇数年に開始される。ハワイ州憲法第3条第10項では、州議会は毎年1月の第3水曜日の午前10時に通常会期として招集されなければならないと規定されている。通常会期は、土曜日、日曜日、祝日、および指定された休会日を除いた60暦日に限られている。
2年間にわたる会期を持つことの実際的な効果は、最初の（奇数年の）年に提出された法案が通過しなかった場合、その法案の審議が中断した時点で、2年目の会期で審議を再開できるという点にある。ただし、2年間の会期が終了すると、州議会を通過しなかった法案はすべて廃案となる。再び審議されるためには、新しい会期で法案を再提出する必要がある。

## 議員要件
ハワイ州憲法第3条第7項では、州上院議員は、ハワイ州に3年以上居住し、成人年齢に達しており、指名書類を提出する前、またその後も、選挙に立候補する上院選挙区の有権者資格を維持していなければならないと規定されている。この規則の例外として、選挙区変更後の最初の一般選挙の年、予備選挙の前であれば、現職の上院議員は、現職の上院議員の任期を全うする資格を失うことなく、新しい選挙区に移転することができる。州下院議員も、ハワイ州に3年以上居住し、成人年齢に達し、それぞれの選挙区に住んでいることが条件となる。

## 拒否権
ハワイ州知事による拒否権を行使した場合、それを覆すには州議会の両院が3分の2以上の多数で投票し、知事の拒否権を無効にしなければならない。その年の会期終了の10日以上前に知事に提出された法案は、10日以内に署名して法律として成立させるか、拒否権を行使しなければならない。会期の最終10日間に提出された法案については、知事から35日目までに拒否される可能性のある法案の通知があれば、署名または拒否されるまでの45日間の猶予が与えられる。州議会は、拒否された法案を覆す投票を行うために、45日目に臨時会を開くことができる。知事の署名なしに、拒否または署名されない法案はすべて自動的に法律となる。（このシステムは、連邦政府レベルの大統領が持つ握り潰し拒否（pocket veto）権とは対照的である。）
また、知事には広範な項目別拒否権も与えられている。すなわち、予算案は知事の署名前に、知事の判断で予算の減額や削除が可能である（ただし、司法部門や立法部門に予算を割り当てる場合は除く）。州議会には、このような拒否権を上回る権限はない。

## 議事堂
ハワイ州議会は、1969年3月15日にホノルル中心部近くの州都地区にあるハワイ州会議事堂に移転した。1991年の会期終了後、議事堂はアスベスト除去のため4年間閉鎖され、州議会は州政府オフィスタワーとヘムメータービル（第1州会議事堂ビルとしても知られる）に一時的に移転した。この間、議事堂は技術的ニーズの高まりに対応し、障がい者にも利用しやすいように改装された。1996年の会期には、州議会は再び州会議事堂に戻った。ジョン・A・バーンズ知事による新しい州会議事堂の建設決定の前、ハワイ州議会はイオラニ宮殿で開かれていた。